# As-Suqaylabiyya (distrikt)
as-Suqaylabiyya (arabiska: منطقة السقيلبية) är ett distrikt i Syrien.   Det ligger i provinsen Hama, i den västra delen av landet, 220 kilometer norr om huvudstaden Damaskus.